# Sema (Name)
Sema ist ein türkischer und kurdischer weiblicher Vorname arabischer Herkunft mit der Bedeutung „Der Himmel“ und Familienname.

## Namensträgerinnen

### Vorname
- Sema Kaygusuz (* 1972), türkische Schriftstellerin
- Sema Keçik (* 1965), türkische Schauspielerin
- Sema Meray (* 1960), deutsch-türkische Schauspielerin und Autorin
- Sema Moritz (* 19**), deutsch-türkische Sängerin Sema
- Sema Mutlu (* 1969), deutsche Sängerin und Komponistin
- Sema Poyraz (* 1950), deutsche Schauspielerin, Filmregisseurin und Drehbuchautorin
- Sema Şimşek (* 1976), türkische Schauspielerin und Model

### Zwischenname
- Arzu Sema Canbul (* 1973), türkische Fußballspielerin
- Nina Sema Öger (* 1974), deutsche Unternehmerin türkischer Abstammung

## Familienname
- Erika Sema (* 1988), japanische Tennisspielerin
- Hokishe Sema (1921–2007), indischer Politiker
- Ken Sema (* 1993), schwedischer Fußballspieler
- Maic Sema (* 1988), schwedischer Fußballspieler
- Yurika Sema (* 1986), japanische Tennisspielerin